# Helixanthera subalata
Helixanthera subalata är en tvåhjärtbladig växtart som först beskrevs av De Wild., och fick sitt nu gällande namn av D. Wiens & R.M. Polhill. Helixanthera subalata ingår i släktet Helixanthera och familjen Loranthaceae. Inga underarter finns listade i Catalogue of Life.